# 爱园镇
爱园镇，是中华人民共和国江苏省宿迁市泗阳县下辖的一个乡镇级行政单位。2020年7月，撤销爱园镇、里仁乡，设立新的爱园镇。以原爱园镇、里仁乡的行政区域为爱园镇行政区域。

## 行政区划
爱园镇下辖以下地区：
北爱园社区、果树实验场社区、官庄村、倪圩村、涧河村、松张村、南岗村、史荡村、唐圩村、洪园村、季圩村、条河村和张唐村。